# 後巷説百物語
『後巷説百物語』（のちのこうせつひゃくものがたり）は、角川書店から刊行されている京極夏彦の妖怪時代小説。「巷説百物語シリーズ」の第3作。妖怪マガジン『怪』のvol.0011からvol.0015まで連載された。第130回直木賞受賞作。

## 概要
江戸時代を舞台とした前作『続巷説百物語』とは趣を変え、明治時代に時代が移り、老人になった山岡百介の回想という形で数十年前に又市たちが実行した仕掛けが語られる。また、百介が自分から事件に関わるのではなく、4人の青年から怪事件の相談を持ちかけられるという形式に変わっている。
後日談だが、『半七捕物帳』のように老人の回顧録にすると前作と大差ない構造になるので、ストーリーを2つ考え、現在、回顧、過去を重ねるというスタイルになっている。

## あらすじ
舞台は『続巷説百物語』から更に時代が流れた明治10年。東京警視庁一等巡査・矢作剣之進が持ち込む奇妙な話や事件を笹村与次郎達友人は協力し解決を試みる過程で、毎度のように薬研堀の一白翁のもとを訪れ智慧を借りる。彼らは老人がかつて体験した奇妙な体験談を聞くうちに現在追っている事件の謎を見つけ出していく。

## 主な登場人物
主要登場人物は巷説百物語シリーズを参照。
一白翁（いつぱくおう）
薬研堀界隈に九十九庵という閑居を構え、遠縁であるという娘、山岡小夜と暮らす老人。歳の頃は80と幾つか、鶴の如くに痩せ細った色白の老爺で笹村達には「薬研堀のご隠居」と呼ばれている。
『巷説百物語』、『続巷説百物語』に登場する山岡百介その人の晩年の姿であり、一白翁は号である。
旧幕時代、笹村与次郎が仕えていた北林藩を救った恩人として恩賞金を月々届けられており、二人はそれで知り合っている。その後、明治に入ってから数年の没交渉を経た後、笹村の訪問により私的な交流が復活している。
非常に博識な上、若いころに経験したという不思議な体験談を豊富に持っており、与次郎達四人はその話を楽しみに訪問しており、その中で矢作巡査の持ちこむ不思議な事件の相談を持ちかけるようになる。詳しくは巷説百物語シリーズを参照。
山岡 小夜（やまおか さよ）
薬研堀・九十九庵で、一白翁こと山岡百介の面倒を見ながら一緒に暮らしている娘。与次郎達四人が密かに憧れている存在でもある。
戸籍上は百介の姪孫で、戊辰戦争で戦死した兄・軍八郎の息子の庶子とされているが、実は又市の仲間おぎんの孫である。サンカであった母・りんは元治元年に武士に殺されており、身寄りをなくし智弁禅師に保護された後、かつての縁で百介に引き取られた。容姿はおぎんに瓜二つである。
百介にとって彼女の存在は、何十年も前に不意に姿を消した又市達が確かに存在し自分と繋がっていたという証明でもあり宝である。
笹村 与次郎（ささむら よじろう）
貿易会社・加納商事職員で、元北林藩の江戸詰め藩士。旧幕府時代、一白翁に藩からの恩賞金を毎月届ける役を慶応2年から務めていた。剣之進は見習同心時代からの友人、正馬は元同僚、惣兵衛は同郷という関係
学者ではなく単なる好事家であり、奇異な出来事や不可解な事件には多少興味がある程度で、古い書物は好むものの歴史はからきし苦手。
新しい時代に馴染もうと努力する反面、どこか新しいものに対する不信感を捨て切れないでいる。興味がない訳ではないが、暮らすのが精一杯なので、華族や士族がぴんと来ず、旧幕時代の仕組みに重ねて見てしまう所為で、公卿と大名が同じ華族だというのが納得出来ない。新政府のことも判らず、太政大臣三条実美や右大臣岩倉具視くらいしか名前と役職を知らない。
若いころの百介と感性が似ているため特に気に入られており、次第に1人で九十九庵を訪れることが多くなる。
『百鬼夜行シリーズ』の『鵼の碑』によれば、その後は「一白新聞」という小新聞を興して地方の怪談奇談を掲載し、私生活では小夜と結婚して子宝にも恵まれた後、明治23年に死没した。
矢作 剣之進（やはぎ けんのしん）
東京警視庁一等巡査で、元南町奉行所の見習い同心。旧幕時代に足繁く北林藩邸に出入りしていた縁で、与次郎とは今も親しい。
不可思議な議論を生来好む性質。珍談奇談が好きで、古典籍に精通し歴史に詳しい。古い文書を読むのが好きなので、過去に発生した事件などもよく知っている。瓜核顔で色白な童顔なので、口髭をはやしているのが不釣り合いに見える。
笹村たち友人や一白翁の知恵を借りて両国火球騒動、池袋村蛇塚騒動、野方村山男騒動などの怪奇な事件を何度も解決した事から、東京日日新聞や東京絵入新聞などの錦絵新聞にも載って有名になり、巷から妖物噺専門の官警「不思議巡査」とあだ名される様になる。
およそ15年後を描く「書楼弔堂シリーズ」にも登場し、年齢は50歳前後になっている。薩長閥から外れていたために出世は望めず風紀係のような閑職に回され、東京府会で廃娼建議が否決されたことで警察官の職を辞し、哲學館の学生となって井上圓了から哲学的思想を学んでいる。
倉田 正馬（くらた しょうま）
父親が徳川方の重臣で旗本の二男。与次郎と同じ貿易会社に勤めていた同僚だが、働くのを嫌い3日で辞めて現在は無職の遊民。
洋行帰りでもあり、舶来の西洋知識をひけらかすきらいがある。洋学に基づいた合理主義者なので、剣之進が持ち込む不可思議な話題には否定的な立場を取る。
どこか芒洋としたところがあって冴えを感じられず、風体も洒落ている訳ではないのに、顔に不釣り合いな洋装を好む。
父親は今は隠居しているが、かつては佐幕派の急先鋒で幕府の要職にあったため、朝廷や公卿が嫌い。
渋谷 惣兵衛（しぶや そうべえ）
猿楽町の剣術道場の道場主。山岡鉄舟に剣の手ほどきを受けた強者だが、時勢もあって道場が閑古鳥のため、警察の剣術指南もしている。与次郎と同じ北林藩の出身だが、幼いころに養子に出された。
髭だらけで強面の山賊のような風貌だが、儒教に理を根差した合理主義者でもある。普段は倉田と言い争いばかりしているが不思議な出来事に関するスタンスは一致する事が多く、笹村を論破しようとする時だけ倉田と一致団結する。

## 赤えいの魚
「島が一夜にして海に沈むのか」という話をしていた与次郎たちは、薬研堀の一白翁のもとを訪ねる。そこで、老人は40年ほど前に自らが男鹿半島の向こうにあったという戎島(えびすじま)で体験した事件のことを話し出す。品川宿の旅籠の庭に聳える大柳に纏わる奇ッ怪な騒動が一段落し、江戸に戻る途中のことであった。（『怪』vol.0011 掲載）

### 登場人物
戎 甲兵衛（えびす こうべえ）
戎島・島親戎家7代目当主。50過ぎの禿頭の色の浅黒い野卑な風貌の男。
300年程前に島へ富を齎した六部の末裔で、島民に頼まれて領主を呪殺しようとしたのが領主に露見して、島民に裏切られて殺され、その際の遺言により代々島親に就いている。
250余名の島民を含む島のもの全てが島親の所有物であり、掟で島民は島親に絶対服従し、漂流して来た人間ですら例外ではない。黒鍬衆が作った穀物や福揚衆が海から陸に揚げた福材は凡て自分の元へ集まり、13歳から20歳までの女は側女の役目を果たす夜伽衆として御殿に召し上がるという特権階級にある。
自分に対して厭と言う者がいないので厭がられるということが判らず、どんな無理でもいうことを聞いて貰えるので厭がる気持ちや厭ということが何なのかも判らず、そのために相手が厭だということを喜んでする。掟でどんなことをされても忤わず、厭と言わず笑顔で死んでいく島民達に苛立ち、島へ漂着し自らの所有物となった人々に残虐非道な行為をしては愉しんでいる。
満月の日にだけ出現する本土への道が沈んで以来、100年ぶりに「客」として歩いて島を訪れた百介を歓待する。
吟蔵（ぎんぞう）
御殿で島親に仕える、10人のお世話衆の一員。客である百介の世話をすることになる。
戎 亥兵衛（えびす いへえ）
戎島・島親戎家8代目当主。甲兵衛の息子。
寿美（すみ）
亥兵衛の産み親（夜伽衆の中で島親の子を産んだ女性）で、現在は吟蔵の妻。
三左（さんざ）
異名：仁王の三左（におう の さんざ）
2年前に一網打尽にされた茶枳尼組の盗賊。三人組の兄貴分。甲州から信州、越後を抜けて出羽まで追われて来て、男鹿半島の入道崎に潜伏していた。代官所の追手が北浦まで迫り切羽詰まっていたところ、物見遊山に現れた百介を人質に取り、偶然霧から姿を見せていた戎島を目指す。
弐吉（にきち）、与太 （よた）
異名：小走りの弐吉（こばしり の にきち）、山猫の与太（やまねこ の よた）
元茶枳尼組。弟分。

## 天火
両国で起こった小火騒ぎが発展し、油商いの根本屋が全焼した。犯人は根本屋の後妻だとみられたが、彼女は5年前に死んだ前妻の顔をした火の玉が火をつけたと証言する。頭を抱える剣之進は、与次郎たちと共に一白翁のもとを訪れると、老人はかつて摂津で起こった怪火にまつわる事件のことを語る。京の帷子辻で起きた奇妙な事件の後、大塩平八郎の乱の翌年か翌々年のことであった。（『怪』vol.0012 掲載）

### 登場人物
一文字屋 仁蔵（いちもんじや にぞう）
異名：一文字狸の仁蔵（いちもんじだぬき の にぞう）
大坂の版元。百介の戯作を買い上げた。京都から来た又市や百介一行をしばらく滞在させる。上方で裏の渡世の元締めをしていた。
天行坊（てんぎょうぼう）
摂津国のとある村にふらりと現れ、村外れに住み着いた霊験あらたかな六部。村を悩ましている怪火退治を快く引き受ける。
茂助（もすけ）
摂津土井領にある村の総代。天行坊とともに怪火退治に向かった4人のうちの1人。
権左衛門（ごんざえもん）
土井藩領十五箇村の代表を務める庄屋。陣屋の代官からお呼びがかかり大忙しらしい。
権兵衛（ごんべえ）
先代の庄屋。隠居し、珍しい話が三度の飯より好きという。百介をしばらく逗留させる。
鴻巣 玄馬（こうのす げんば）
摂津土井領の陣屋代官。人格高潔で、農政に造詣が深く、陽明学を学び、農民達とも分け隔てなく接していた。だが、妻が淫蕩の病に罹っているという噂があり、周囲から同情されている。
鴻巣 雪乃（こうのす ゆきの）
代官の奥方。土井藩の要職にある人物の息女で、玄馬は婿養子。一夜たりとも男なしではいられぬという淫蕩の病にかかっており、毎夜下賤な男を引き込んでいるという悪い噂がある。
医者も匙を投げた熱病を治すために天行坊を呼び出す。
美代（みよ）
両国界隈で頻発する小火騒ぎで店が全焼した油商売「根本屋」の内儀で考三郎の後妻。気丈な性格で合理的な考え方をする。警察から火付けの犯人ではないかと疑われているが、前妻・お絹の顔をした怪火が家に飛び込んで来るのを見たと証言し、火事の原因は前妻の怨念だと無罪を主張する。
考三郎（こうざぶろう）
根本屋の主人。お絹の婿養子として店に入るが5年前に死別し、美代と再婚した。臆病な性格。店が全焼した際に逃げ遅れて火傷を負う。

## 手負蛇
池袋村の旧家で起こった蛇塚の祠に入っていた毒蛇による死亡事故。「蛇はどれほど生きるのか」という話題を与次郎たちが一白翁のもとへ持ち込むと、老人は30数年前にその祠ができたとき自分もそこにいたとして、その時のことを話し始めるのだった。（『怪』vol.0013 掲載）

### 登場人物
塚守 伊之助（つかもり いのすけ）
伊佐治の遺児。村の鼻抓み、嫌われ者で、家の者にとっては目の上の瘤、小作人一同からは激しく恨み忌み嫌われ、煙たがる者も大勢いた。
5、6歳の頃に両親を亡くして義父の粂七に何不自由なく育てられるが、何かにつけて主筋は自分だと言って粂七親子に食ってかかるうえ、全く働かず、まともに野良仕事をしたことがない。重犯罪こそ犯さないが素行も著しく悪く、死ぬ前日には嫁入り前の小作人の娘に手を付けて、目に余ると小作人一同が決起が起こるという大騒ぎに発展した。縁付いても気に入らぬとすぐに離縁したり、乱暴を働いて女房に去られるので、40歳を過ぎていまだ独り身。
塚守の家が裕福なのは家長だけが知る隠し財産のお陰だと考えており、粂七がその宝物を独り占めにしたと信じている。悪い仲間とくちなわ塚の祠を壊したところ、中に入っていた蝮に首筋を咬まれて死亡した。
塚守 伊佐治（つかもり いさじ）
近在でも指折りの大百姓として知られる池袋村の旧家、塚守家の先代家長。30数年前、天保のころに父が死んだ原因である祟りの言い伝えを確かめるためにくちなわ塚の函を開けようとしたとされ、近くの沼のほとりで二の腕を蛇に咬まれて死亡している。
塚守 伊三郎（つかもり いさぶろう）
伊佐治の父。元々流れ者で、怪我をして村にやって来たところを、当時口縄塚のお屋敷と呼ばれた塚守家の百姓に介抱され、養生するうちに屋敷の娘と恋仲になって村に居着き、恩を返すために懸命に働き一心不乱に村に尽くした。伊三郎を助けてからぐんぐん家運が増し、急に裕福になったので蛇憑き筋ではないかといわれていた。
70年前に村民が何名か亡くなったのを自分が取り殺したのだと因縁を付けられ、屋敷に乗り込んで来た大衆に追い詰められて、潔白を証明するため祟り塚の中に納められた石函を開け、中に入っていた蛇に頸を咬まれて亡くなる。
塚守 粂七（つかもり くめしち）
塚守家の現家長で、伊佐治の異父弟。伊三郎の死後、塚守家に養子に入った善吉の息子。兄の死後、家を切り盛りしていた。明治10年現在で60歳を超えているが、勤勉で無欲で実直なので評判であり、慎ましやかで穏やかで、実に善良な人物。
兄の伊佐治と兄嫁の死後、又市と百介の勧めでくちなわ塚に祠を立てた。
塚守 正五郎（つかもり しょうごろう）
粂七の息子。親譲りの生真面目ぶりで、世の中の乱れに負けず家を発展させて来た。
お里（おさと）
伊佐治の妻。止めるのも聞かずに塚を暴いて死んだ夫の後を追うように、同じ沼のほとりで項を蛇に咬まれ亡くなる。
伊平治（いへいじ）
異名：野槌の伊平治（のづちのいへいじ）
70年以上前に江戸で活動していた武家屋敷専門の盗賊「くちなわ党」の頭目。元軽業師の乞胸。盗んで貯めていた大金を一党を解散するときに分配するという約定を交わしていたが、矢太や大吉の裏切りに逢って盗み先で味方を失い、逃げたものの息子と共に裏切り者達に捕えられ、拷問を受ける。
矢太（やた）、大吉（たきち）
異名：縞蛇の矢太（しまへびのやた）、蝮の大吉（まむしのたきち）
くちなわ党の一員。金の分配について不満を抱き、他に2人を味方に付け、仲間を裏切って盗みに侵入した屋敷の者と通じて頭目と息子以外の5人を斬らせ、捕らえた頭目を拷問して金の隠し場所を白状させようとした。
加助（かすけ）
異名：地潜の加助（じむぐりのかすけ）
蝮の大吉の息がかかった虚無僧。毒を使う殺し屋。くちなわ党の分裂から30年を経て、失われたくちなわ党の隠し金を探していた。

## 山男
野方村で山男に攫われた娘が、子供を連れて帰ってくる。「山男」とは実在するものなのか、という議論に行き詰った4人組は一白翁のもとを訪れると、老人はかつて遠州秋葉山で自らが体験した山男の話を始めるのだった。（『怪』vol.0014 掲載）

### 登場人物
蒲生 いね（がもう いね）
蒲生茂助の長女。北国の醤油商い業者と縁組みが決まっていたが、粉碾きに雇い入れた元長吏と元サンカのいざこざが大騒動に発展、縁談も雲散霧消し、関係者が解雇されて間もなく、明治6年の冬に失踪する（当時18歳）。3年後、見窄らしい身形で赤ん坊を連れて高尾山の麓附近の村外れを歩いていたのを土地の者に保護された。
蒲生 茂助（がもう もすけ）
武蔵国野方村の大百姓。元々広大な土地を所有する大百姓で、米、麦、大根、甘薯、馬鈴薯などを手広く作って府内へ出荷、御一新を境に蕎麦の製粉業にも着手して財を成した。土地を有効活用するためにあらゆる身分の者を平等に扱い、特性が発揮出来るように配慮して人を使った。人柄も面倒見も良く、使用人達や取引先からも慕われ、商いも軌道に乗っていたが、長吏非人や漂泊の民を使うことに酷く反発する者、妬んで快く思わない者もいた。
平左（へいざ）
茂助の元で働いていた、サンカと思われる青年。いねに懸想していたが、それがもとでけんかを起こし、解雇され山へ帰っていった。
山野 金六（やまの きんろく）
村の総代の息子。背は6尺に満たないが大柄な威丈夫。高尾山薬王院の信者で、頻繁に参拝に通っていた。
暴動の際に茂助に抗議した。いねを探す山狩りの最中、高尾山麓で鋭い刃物で刺殺される。
俣蔵（またぞう）
白鞍村出身。かつて谷底に落ち、足を骨折したところを、身の丈八尺か九尺はある山男に助けられたという。
伍作（ごさく）
俣蔵の従兄弟。若き日の百介と又市を白鞍村ませ道案内をする途中で行方知れずになっていたお千代を発見する。
義助（ぎすけ）
遠州織物の老舗問屋・檜屋の大番頭。隠居した大旦那・和三郎の腹違いの弟。山中で目撃された姪を探す山狩りに参加したが、白鞍村の村民2名と共に倒木に圧し潰されて死亡する。
和三郎（わさぶろう）
檜屋の大旦那。すでに隠居しており元番頭の婿養子である若旦那に店を任せていた。
お千代（おちよ）
和三郎の一人娘。婿養子の若旦那とともに、義母の見舞いに向かう途中で行方不明になり、1年後、白鞍村への道中でぼろぼろの衣服を着ておびえているのが目撃される。

## 五位の光
由良公房卿に「青鷺は光り、人に変ずるのか」と尋ねられた剣之進は、与次郎に質問するが明確な答えは得られず、一白翁のもとへ向かうこととなる。老人は又市と関わりを持った最後の仕掛けを話し出す。それは北林の大事件から4年ばかり後のことであった。（『怪』voi.0015 掲載）

### 登場人物
由良 公房（ゆら きみふさ）
伯爵。尊王攘夷運動に邁進し、御一新後は参与から幾つかの要職を歴任、父の死を契機に政界から身を引いて身辺を整理し、都から府内に移住して、慣れない商売に手を出すこともなく、質素な暮らしを送る。49歳。
全く欲のない人物で、質素な暮らし向きを苦にすることもないが、父が亡くなった際に家督をそっくり受け取らず、遺産は兄弟全部で分配し、加えて息子が私塾を開いた時の出費や孫と子がほぼ同時に生まれたことで、現在は相当苦しい。ただ、ご一新前に分家した弟達は、世が改まった後に皆事業を始めてそれなりに成功しており、その人柄のお陰で弟達から援助を受けられている。
他の4人の弟は後添えとなった他家の姫の子で、生まれてすぐ鬼籍に入った実母については誰なのか記録に残っていない。若い頃は儒学より神道や国史、地誌の方に興味を持ち、諸国を旅して由来や祭神を聞くことを善くしていた。公卿の多くが貧窮する中で旅をするだけの余裕があったことから、魔物の子だという中傷めいた噂が流れていた。
50年近く前の天保の頃、3、4歳の頃に青白く光る女から父の元へ引き渡され、直後に女は光る青鷺に変じて飛び去ったという記憶を持つ。その20年後の安政のころに信州蓼科山の中で記憶の場所を発見し、同様の不思議な体験をした。このことから、前年に両国の怪火事件を解決した剣之進に、青鷺について質問した。
「陰摩羅鬼の瑕」にも名前が登場。
由良 公篤（ゆら きみあつ）
公房卿の息子。一昨年、22歳で「孝悌塾」という私塾を開いた秀才儒学者。昌平黌の出身者たちの間でも評判になっていて、門人には外国の者も多い。
商事会社を興した末の叔父の公胤とは反りが合わず、分家の施しを受けて暮らす本家は物乞と変わらないと誹られたのが契機となり、学問で身を立ててやろうと発奮して塾を開く。ただ、塾自体の人気はあるものの儲かっている訳ではなく、開塾した際の借金が一向に減らないので経営は厳しく、一度始めてしまった上に評判をとってしまったので、体面もあって簡単には閉められなくなった。
「陰摩羅鬼の瑕」にも名前が登場。
由良 胤房（ゆら たねふさ）
公房卿の父。公房の記憶の中では、幼い公房を抱いた光り輝く女に土下座していたという。御一新前から病の床に臥せり、明治2年に死の間際で「宝を手に入れた」と言い残し亡くなっている。
由良 公胤（ゆら きみたね）
公房卿の末の弟。由良本家から分家した後、商事会社を興してそこそこ羽振りが良い。毒舌の気があり、悪気はないが口が悪い。本家への援助は惜しまず、兄の第5子にあたる胤篤を養子に貰っているなど、公房卿との間に確執はないのだが、公篤とは馬が合わず、「分家の施しで暮らしているだけ」と文句を言った。
山形（やまがた）
士族の青年。公篤が一時期学んだ儒者の内弟子、謂わば弟弟子であり、その後孝悌塾の門人となって番頭のようなことをしていた。
南方衆
信州で建御名方の神を崇める一族。頭骨を御神体として崇める者どもらしい。八咫鴉のお告げにより日本中の御神体を探すことになる。

## 風の神
「百物語をやり終えると本当に怪異が起こるのか」と公篤卿は弟子たちに尋ねられる。その話を公房卿から持ちかけられた剣之進は、それを検証するために百物語の怪談会の幹事をすることとなる。一白翁は、その会にある寺の住職を呼んでほしいと頼むのだった。（書き下ろし）

### 登場人物
和田 智弁（わだ ちべん）
鎌倉の臨済宗寺院の貫首。書画作庭の大家でもあり、庭石などを求めて山野を訪ねることも多い。山科辺りを散策していた際に、山中で死にかけていた小夜を救った命の恩人。
和田 智稔（わだ ちねん）
智弁禅師の甥。智弁とともに九十九庵の百介の元を訪ねる。
「鉄鼠の檻」にも名前が登場。
三遊亭 圓朝 （さんゆうてい えんちょう）
落語家。惣兵衛の師・山岡鉄舟のつてで、百物語に参加するよう頼まれ、本名の出淵次郎吉としてお忍びで参加することを快諾した。幽霊の絵を集めている。
国枝 慧嶽（くにえだ えがく）
千住にある真言系寺院の住職。元薩摩の密偵で、元の名は国枝喜左衛門。小夜の母・りんを殺した張本人。普段は普通だが度を超えた花癲で、興奮すると歯止めがなくなって女を無理矢理陵辱したり、抵抗すると乱暴したりして、幾度も相手を死に至らしめたという。お縄になって当然な危険人物だが、新政府の公に出来ぬ弱みを握っているので軽々しく手を出せない。
ご一新後は新政府に登用されることを固辞して出家した。加持祈祷に霊験あらたかとして有名になっている。
百介の推薦で、百物語に立会人兼お祓い役として百物語会に呼ばれる。
由良 公篤（ゆら きみあつ）
孝悌塾塾長。門弟とともに百物語会に参加する。由良公房の息子。
由良 公房（ゆら きみふさ）
伯爵。剣之進に百物語の件を持ちかけ、百物語会に参加する。
鬼原 俣吾（きはら またご）
『假名讀新聞』、通称かなよみの記者。怪談好きで、百物語会に参加し、江戸の随筆に材を取った怪談を巧みな語り口で披露する。
印南 市郎兵衛（いんなみ いちろべえ）
『東京繪入新聞』の記者。怪談好きで、百物語会に参加し、新聞記者として聞き集めた奇怪な実話を豊かな表現で披露する。

## 用語
戎島（えびすじま）
羽後国は男鹿半島の突端にある入道崎から凡そ2里ばかり沖合にある、人口250名程の島。地元では「戎の浄土」とも呼ばれており、その昔はご神域と呼ばれていた。
島全体が常に霧のようなものに覆われているので、気がつく者は殆どおらず、地元の者でも知っている者はごく僅か。入道崎の断崖の下に穿たれた窟の中に「夷社（えびすのやしろ）」という小さなお堂があり、その鳥居の真ん中から望んだ時だけ、真正面に島の影が見える。年に一二度、善く晴れた日に、ほんの僅かの間だけ、島を覆う霧が晴れ、この時に鳥居越しに島を見ると、島の頂上に厳島神社のような朱塗りの立派な御殿が見える。
島の周囲はぐるりと絶壁になっていて、海面に近い方が括れているという、まさに奇景としかいいようがない、茸のような奇妙な形をしている。島は擂り鉢状、且つ凹型になっていて、本土から見て真裏に当たる部分は大きな湾になっている。海岸は事代ヶ浜といわれていて、湾の南西側の先端付近には鯛ヶ原という草原がある。舟をつけることも出来ず、上陸するために崖をよじ登るのも難しい。
島を流れる川は凡て高温の湧泉。北国とは思えない程に年中温暖な気候で、適度に雨も降るので、飢饉などの不測の天変地異に見舞われる心配はない。だが、空が晴れることはなく、不思議な色に濁っていることもあって爽やかさはまるでない。
本来なら簡単に往復の出来る距離にあるのだが、霧の立ち籠める辺りから半径2里以内は急で強い海流が島に向かって流れていて、島を沿うようにして島の裏側にあたる外海側へと向かい、幾つかの渦で轟を巻いて湾の中に流れ込み、湾の中央から外に向けて流出している。腕自慢の漁師が漕いでも決して逃れられない程の大変な勢いで島に引き寄せられてしまい、行ったは良いが絶対に出られないので、地元の漁師達は絶対に近付かない。
月に一度、満月の夜にだけ、1本の路のように島まで細長く続いている岩礁が海上に現れ、この路から石段を昇ると蛭子の泉という大きな湧泉の向こうに出る。300年近く前までは常に海上に露出していたとされるが、年々島が隆起して路の方が沈没しており、かつてはこの路を通って海向こうから月に一度は商人や僧侶がやって来ていたが、100年以上前から路が出現するのが月が天空に昇り沈むまでのごく僅かな時間だけとなり、外界との交流は絶たれてしまう。この路を「歩いて」島まで来た者だけが「客」として歓待される。
恵比寿尽くしの島で、道道、到るところに恵比寿の像が祀られ、特に戎屋敷では、廊下に渡された細い注連縄には恵比寿の顔を肖った御幣が連なり、床の間や部屋の四隅には恵比寿像が置かれ、其処彼処に恵比寿の彫り物が施され、酒器にも恵比寿を肖った細工が施されている。中でも優に100畳はあろうかという座敷の奥には、8尺はある巨大な恵比寿像が安置されている。
土井藩
関東に本拠を置く1万5千石の小藩。摂州にも飛び地として各郡合わせて15箇村、5千石強を領有し、国の外に3割領地があった計算。
銀2千貫を軽く超える借財を抱えて財政が逼迫していたため、緊縮財政では乗り切れず、藩札を発行するなど色々と手を講じたものの上手くいかず、最終的に法外な率の年貢の吊り上げや、鞋作りの強要、藩が作った講への強制加入といった、あまりにも酷い通達を出す。
口縄塚（くちなわづか）
池袋村の塚守家の裏手にある小山のような古びた塚。塚守の名の起源でもあり、塚守家の敷地内にあるということもあって家の者以外は誰も近付かない。口縄とは即ち蛇であり、触れると蛇の祟りがあると言い伝えられている。
30数年前に伊佐治が死んだ時に、塚の上に塚守家の屋敷神を祀った小さな祠が建てられ、扉には陀羅尼の札が貼られて固く閉ざされていた。祠の中には石を刳り貫いた蓋付きの龕のような、千両箱くらいの函が入っている。
くちなわ党
その昔、江戸で武家屋敷だけを狙った盗賊の一党。武家屋敷は構えばかりで金がなく、警護も固く、追手も厳しく、捕まった時の処罰も重いが、体面があるので額面次第では表沙汰にならず、武門の恥とひた隠しにすることも多い。寝込みを襲うことは一切なく、家人も殺さず、夜陰に紛れて蛇の如く忍び込んで音も立てずに金を掠めて消えるという仕事をし、決して欲を出さず多くは盗らないのも特徴。決して目立たず、凡そ8年で2千両近くを盗み取ったが、貯えた金の分配に不満を持った者の裏切りによって壊滅する。

## 書誌情報
- 四六判：角川書店、2003年12月3日、ISBN 4-04-873501-2
- 新書判：中央公論新社〈C★NOVELS〉、2006年2月、ISBN 4-12-500933-3
- 文庫判：角川書店〈角川文庫〉、2007年4月25日、ISBN 4-04-362004-7